# Bill Herman
William Robert Herman, detto Bill (17 maggio 1924 – Hudson, 13 giugno 2010), è stato un cestista statunitense, professionista nella NBA e nella NPBL.